# Gabriel Chiaverano
Gabriel Ángel Chiaverano Becchio (Capitán Bermúdez, Provincia de Santa Fe, Argentina; 26 de noviembre de 1970) es un exfutbolista argentino. Jugaba como delantero y su primer equipo fue Instituto de Córdoba. Su último club antes de retirarse fue Ben Hur de Rafaela.

## Clubes
| Club                                | País      | Año                 |
| ----------------------------------- | --------- | ------------------- |
| Instituto de Córdoba                | Argentina | 1990-1993           |
| Unión de Santa Fe                   | Argentina | 1993-1994           |
| Almirante Brown                     | Argentina | 1994-1995           |
| Gimnasia y Esgrima de Jujuy         | Argentina | 1995-1996           |
| All Boys                            | Argentina | 1996-1997           |
| Estudiantes de Caseros              | Argentina | 1997-1998           |
| Santiago Wanderers                  | Chile     | 1998                |
| Deportivo Morón                     | Argentina | 1999                |
| Tiro Federal de Rosario             | Argentina | 2000                |
| Ben Hur de Rafaela Union FC Totoras | Argentina | 2001-2002 2003 2004 |